# Softball na Igrzyskach Azjatyckich 2018
Softball na Igrzyskach Azjatyckich 2018 – jedna z dyscyplin rozgrywana podczas igrzysk azjatyckich w Dżakarcie i Palembangu. Zawody odbyły się w dniach 19 – 24 sierpnia w Gelora Bung Karno Sports Complex w stolicy Indonezji. Do rywalizacji w jednej konkurencji przystąpiło 120 zawodników z 7 państw.

## Uczestnicy
W zawodach wzięło udział 120 zawodników z 7 państw.
| Reprezentacja    | Liczba zawodników |
| ---------------- | ----------------- |
| Chiny            | 17                |
| Chińskie Tajpej  | 17                |
| Filipiny         | 18                |
| Hongkong         | 17                |
| Indonezja        | 17                |
| Japonia          | 17                |
| Korea Południowa | 17                |
| 7 reprezentacji  | 120               |

## Medaliści
| Konkurencja   | Złoto | Srebro | Brąz |       |
| ------------- | --- | --- | --- | ----- |
| Zawody kobiet | Japonia · Haruka Agatsuma · Mana Atsumi · Yamato Fujima · Yukari Hamamura · Nodoka Harada · Yuka Ichiguchi · Kyoko Ishikawa · Hitomi Kawabata · Misato Kawano · Nozomi Nagasaki · Minori Naito · Natsuko Sugama · Yukiko Ueno · Eri Yamada · Yu Yamamoto · Saori Yamauchi · Saki Yamazaki | Chińskie Tajpej · Chen Chia-yi · Chen Miao-yi · Chiu An-ju · Lai Meng-ting · Lin Chih-ying · Lin Feng-chen · Lin Pei-chun · Lin Su-hua · Lin Szu-shih · Lin Ying-hsin · Liu Hsuan · Shih Ching-ping · Su Yi-hsuan · Tsai Chia-chen · Tu Ya-ting · Yang Yi-ting · Yen Yi | Chiny · Chai Yinan · Chen Jia · Li Huan · Li Qi · Liu Lili · Liu Yining · Lu Ying · Ren Min · Wang Bei · Wang Lan · Wang Mengyan · Wang Xiaoqing · Xi Kailin · Xu Jia · Xu Qianwen · Zhang Yan · Zhao Xinxing | [ 3 ] |

## Tabela medalowa
| Pozycja | Reprezentacja   | Złoto | Srebro | Brąz | Razem |
| ------- | --------------- | ----- | ------ | ---- | ----- |
| 1.      | Japonia         | 1     | 0      | 0    | 1     |
| 2.      | Chińskie Tajpej | 0     | 1      | 0    | 1     |
| 3.      | Chiny           | 0     | 0      | 1    | 1     |
| Razem   | Razem           | 1     | 1      | 1    | 3     |